# Plan de Guadalupe, Oaxaca
Plan de Guadalupe är en ort i Mexiko.   Den ligger i kommunen Heroica Ciudad de Tlaxiaco och delstaten Oaxaca, i den sydöstra delen av landet, 280 km sydost om huvudstaden Mexico City. Plan de Guadalupe ligger 2 158 meter över havet och antalet invånare är 556.
Terrängen runt Plan de Guadalupe är kuperad. Runt Plan de Guadalupe är det ganska glesbefolkat, med 43 invånare per kvadratkilometer. Närmaste större samhälle är Heroica Ciudad de Tlaxiaco, 13,2 km nordost om Plan de Guadalupe. I omgivningarna runt Plan de Guadalupe växer huvudsakligen savannskog.